# إد روز
إد روز (بالإنجليزية: Ed Rose)‏ هو منتج أسطوانات وملحن أمريكي، ولد في 23 فبراير 1970.

## وصلات خارجية
- الموقع الرسمي
- إد روز على موقع ميوزك برينز (الإنجليزية)
- إد روز على موقع ديسكوغز (الإنجليزية)